# Маліново (Високомазовецький повіт)
Маліново (пол. Malinowo) — село в Польщі, у гміні Клюково Високомазовецького повіту Підляського воєводства.
Населення — 111 осіб (2011).
У 1975-1998 роках село належало до Ломжинського воєводства.

## Демографія
Демографічна структура станом на 31 березня 2011 року:
|          | Загалом | Допрацездатний вік | Працездатний вік | Постпрацездатний вік |
| -------- | ------- | ------------------ | ---------------- | -------------------- |
| Чоловіки | 57      | 13                 | 32               | 12                   |
| Жінки    | 54      | 12                 | 23               | 19                   |
| Разом    | 111     | 25                 | 55               | 31                   |